# Niederkerschen
Niederkerschen (luxemburgisch Nidderkäerjengⓘ, französisch Bascharage) ist eine ehemalige Gemeinde und heutiger Ortsteil von Käerjeng in Luxemburg.

## Geschichte
Niederkerschen, das mit den Ortschaften Linger, Oberkerschen und Petingen zur « Hoheit Kerschen » gehörte, wird erstmals am 4. April 1281 erwähnt. Seinerzeit erhielt es den « Freiheitsbrief nach Böhmerrecht ». Die Unabhängigkeit der Nachbargemeinde Küntzig fand möglicherweise schon im Jahre 1260 statt.
Nach der Machtübernahme der Franzosen (1794–1815) wurde aus der « Hoheit Kerschen » die « Municipalité cantonale Bascharage » mit den Gemeinden Niederkerschen, Küntzig, Mamer, Garnich und Dippach. Hieraus entstand 1799 die « Mairie de Bascharage » (Gemeinde Niederkerschen) mit den Ortschaften Niederkerschen, Oberkerschen und Linger. Der erste Bürgermeister war 1800 Pierre Clement; der erste Bürgermeister von Küntzig hieß Pierre Decker.
Auch wenn Niederkerschen geologisch gesehen nicht zur Minette-Region gehört, so ist die Ortsgeschichte eng mit der der luxemburgischen Stahlindustrie verbunden. Durch die Stahlkrise in den 1970er Jahren verloren viele Einwohner ihren Arbeitsplatz.

## Alte Gemeinde
Niederkerschen war bis 2011 eine eigenständige Gemeinde mit den Ortschaften Niederkerschen, Oberkerschen, Linger, Bommert und Am Schack. Am 1. Januar 2012 fusionierten die Gemeinden Niederkerschen und Küntzig zur Gemeinde Käerjeng.

## Geographie
Die Korn, ein Nebenfluss der Maas, fließt durch Niederkerschen.

## Wirtschaft
Vor dreißig Jahren entstand in Niederkerschen eine Industriezone mit lokalen und regionalen Filialen großer europäischer Unternehmen wie General Motors, Luxguard und Delphi Automotive. Niederkerschen ist Sitz der Brasserie Nationale, der größten luxemburgischen Brauerei. Mit Sales-Lentz ist eines der größten Bus- und Reiseunternehmen Luxemburgs in Niederkerschen angesiedelt.

## Wappen
Das Wappen der ehemaligen Gemeinde Niederkerschen wurde per Gesetz am 21. Juli 1969 festgehalten. Das Wappen besteht aus einem Kreuz, das zusammengesetzt ist aus silbernen Mäulern. Außerdem ist ein Etikett von fünf azurnen Anhängern festzustellen.

## Bürgermeister von 1858 bis 2011
- Jean Nicolas Schumacher
- Pierre Schütz
- Jules Hemmer
- Jean Peschong
- Théophile Aubart
- Nicolas Meyers
- Robert Steichen
- Marcel Gillen
- André Siebenbour
- Joseph Thill
- Jean Christophe
- Jeannot Halsdorf
- Michel Wolter

## Bahnhof Niederkerschen-Sassenheim

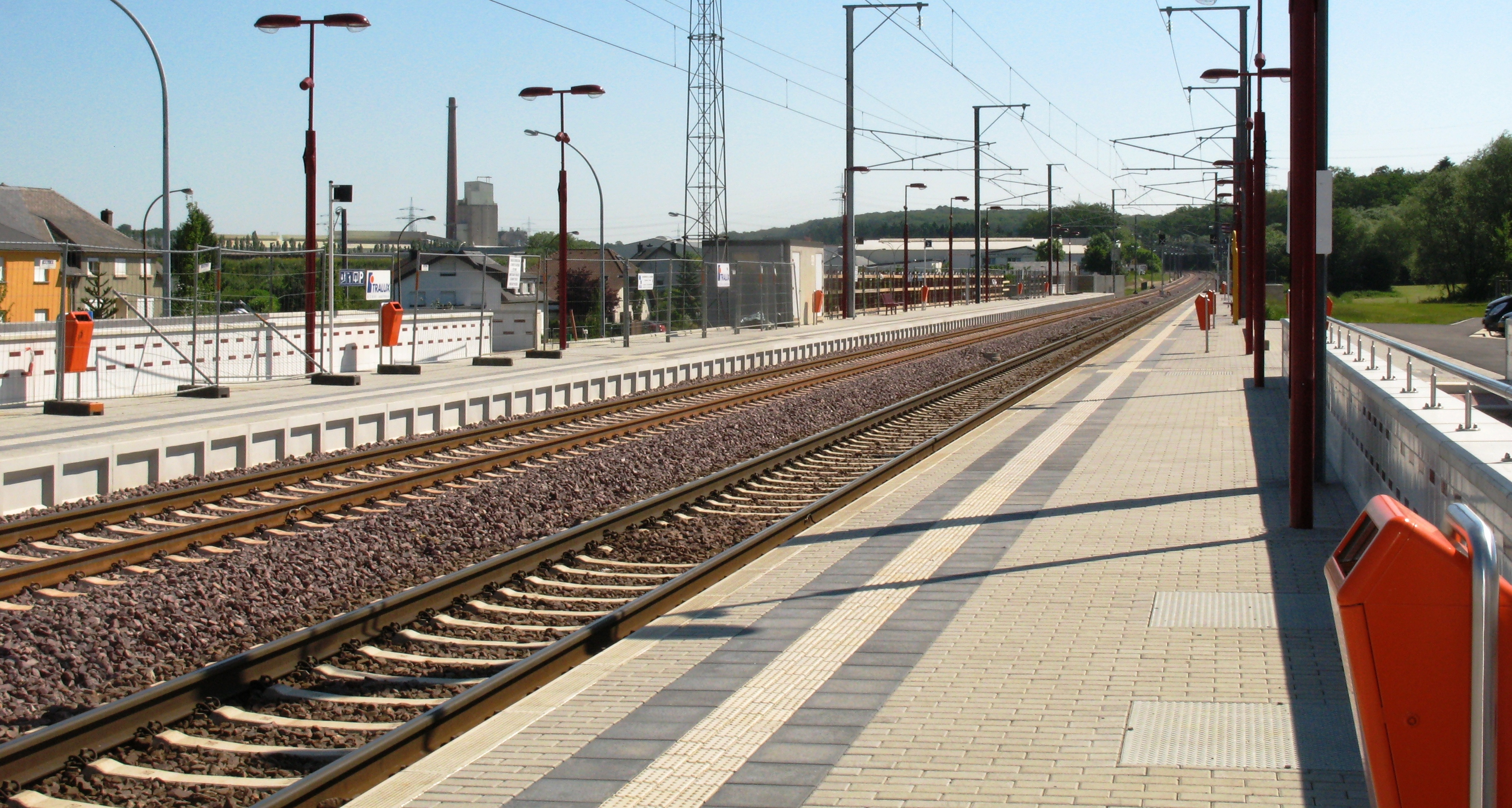
Bahnhof Niederkerschen-Sassenheim

Der Bahnhof Niederkerschen-Sassenheim ist ein luxemburgischer Bahnhof und liegt auf dem Gebiet der Gemeinde Käerjeng, in der Nähe von Sassenheim.
Die Haltestelle Niederkerschen wurde am 8. September 1900 eröffnet. Das alte Gebäude für Reisende wurde nach 1981 zerstört. Der Bahnhof ist komplett renoviert und mit einem zusätzlichen Gleis ausgestattet (2010). Die Haltestelle wird durch die CFL (Nationale Gesellschaft der luxemburgischen Eisenbahnen) betrieben und wird von den Personenzügen der Gattungen Regionalexpress (RE) und Regionalbahn (RB) bedient. Diese fahren in Richtung Luxemburg, Petingen, Rodingen und Longwy.
Der Bahnhof Niederkerschen-Sassenheim liegt auf 309 Metern Höhe am Kilometerpunkt 17,000 der Linie 7 von Luxemburg nach Petingen zwischen den Bahnhöfen Schouweiler und Petingen. Neben Park- und Unterstellmöglichkeiten gibt es seit 2014 auch Fahrkartenautomaten.

## Sport
- Hedgehogs Bascharage (Basketball)
- UN Käerjéng 97 (Fußball)
- Handball Käerjeng (Handball)
- Roude Léiw Bascharage (Handball) Meister der Oberliga Rheinland-Pfalz-Saar 2014/15

## Persönlichkeiten
- Claus Cito (1882–1965), Luxemburger Bildhauer (Gëlle Fra)